# Mauro Nardi
Mauro Nardi, pseudonimo di Antonio Borrelli (Napoli, 26 aprile 1954), è un cantautore e compositore italiano appartenente al filone neomelodico napoletano.
Nel corso della sua carriera, pur essendo un cantante appartenente al genere neomelodico napoletano, si è cimentato anche nell'interpretazione di brani appartenenti alla canzone classica napoletana e alla musica leggera italiana.

## Biografia
Nato nel quartiere napoletano di Avvocata-Montecalvario, a Napoli, Nardi inizia la sua carriera a 19 anni facendo parte di una orchestra Rai diretta dal maestro Gianni Desideri, alla trasmissione Senza rete su Rai Uno a Napoli, con l'agenzia ATAF di Antonio Fusco e Franco Baldi. Nel 1981 partecipa al Festival di Napoli con il brano Doce e amaro.
Nasce un'amicizia con Nino D'Angelo, che scrisse per Nardi tre brani, il primo LP Ricordi, il secondo Illusione e il terzo L'amica di papà, contenente altri brani scritti da lui sui temi della canzone melodica e d'amore napoletana, in un periodo nel quale andava di moda la canzone di "giacca", riportate in voga un decennio prima da artisti come Mario Merola, Pino Mauro e Mario Trevi. Da quel momento si capovolse la generazione musicale, con la nascita di neomelodici come Mauro Nardi, Nino D'Angelo, Gigi Finizio, Carmelo Zappulla, Franco Moreno, Mauro Caputo. 
Nardi è anche autore, scrive e compone diversi brani che firma sotto il proprio nome di battesimo, Antonio Borrelli. Tra i brani scritti e composti si citano: Sì tu, Si nascesse ancora, Tammurriata, Pe' telefono, Avrai avrai, Oltre la vita, Amò amò, Malessere, Il mio rivale, Vecchio amore, Two Night in Naples, Nun te ne apprufittà, Troppi vote e diverse altre.
Mauro Nardi è anche interprete della sceneggiata napoletana in teatro, infatti è protagonista di Terza elementare, scritta da Alberto Sciotti e basata su uno dei più notevoli successi musicali di Nardi dall'omonimo titolo. Tale sceneggiata, oltre a Nardi, vede tra i suoi interpreti anche: Fortuna Robustelli, Angelo Dei Visconti, Franco Calone e Silvia Muccino.
Nel 1987 partecipa per la prima volta al programma di Rai 1 Napoli prima e dopo, dove esegue brani della canzone classica napoletana; nel corso degli anni vi parteciperà anche in altre occasioni, con l'ultima avvenuta nel 2005. Nel 2000 e 2001 partecipa alla trasmissione Viva Napoli, condotta da Mike Bongiorno e Loretta Goggi su Rete 4. Nel 2006 è ospite di Gigi D’Alessio in un tour negli Stati Uniti.
Il 27 maggio 2011 prende parte, insieme ad altri colleghi, al concerto tenutosi nella piazza del Plebiscito di Napoli, a favore dell'elezione del candidato del PDL Gianni Lettieri a sindaco della città. Nell'aprile 2012, Nardi riparte con la sua band per Atlantic City dove tiene tre spettacoli, di cui due con Francesco Merola.

## Discografia

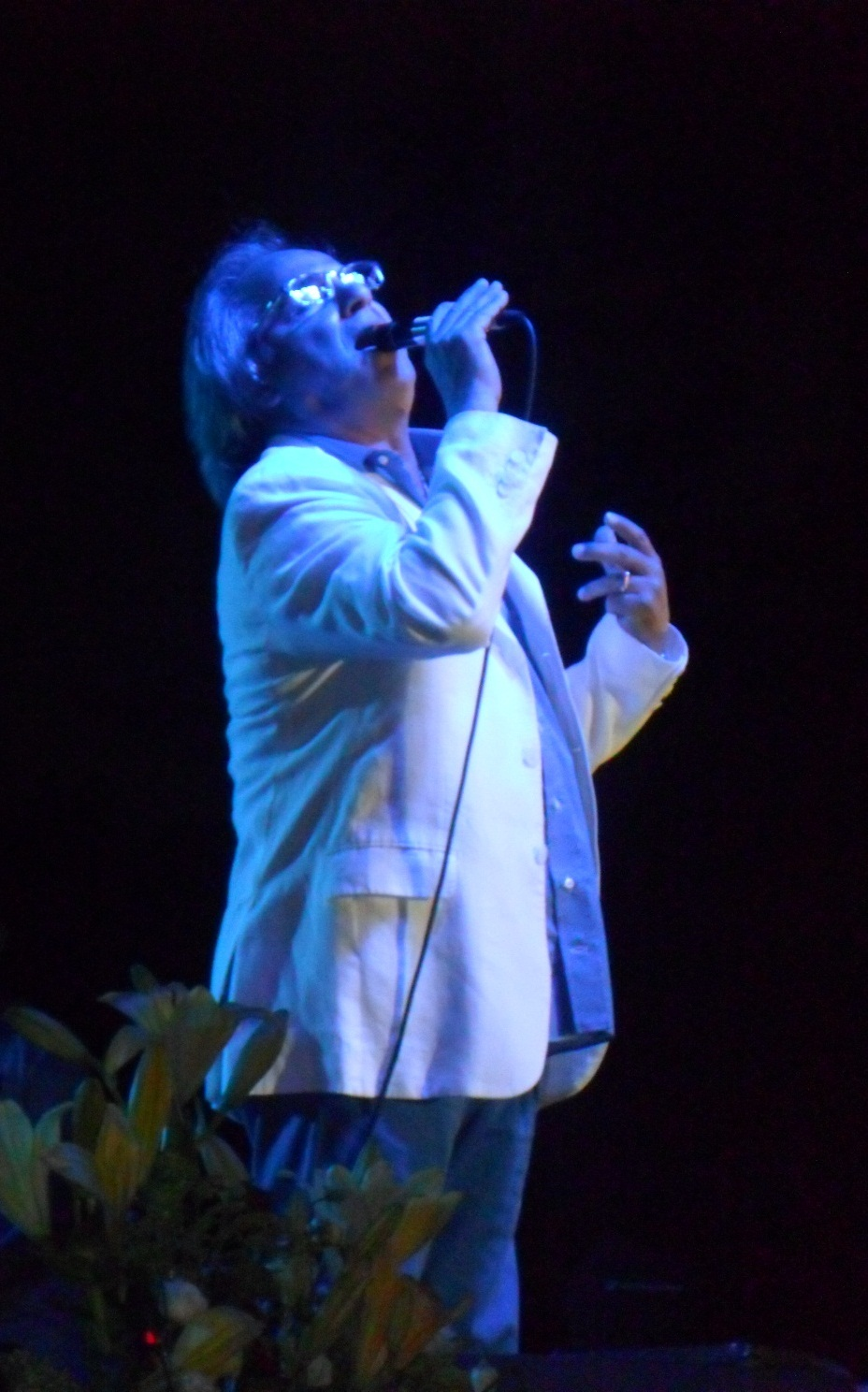
Mauro Nardi durante l'esibizione tenuta a Palermo il 2 agosto 2014

### Album in studio
- 1979 – Napule 'e pulecenella
- 1980 – Ricordi
- 1981 – Tu nun saje fingere
- 1982 – Ragazzina
- 1983 – Ragazzo d'oro
- 1984 – Fidanzati
- 1984 – Mauro Nardi (Fore 'a scola)
- 1985 – ...Un'estate al mare
- 1986 – ...E arriva lui
- 1987 – Napulegno
- 1988 – Goccia di mare
- 1989 – Io ti avrò
- 1989 - E le ricanto per voi
- 1990 – 25 maggio 1990
- 1991 – Ho fatto tredici
- 1992 – Quando il cuore s'innamora
- 1993 – Metropolis
- 1994 – Musica e poesia
- 1994 – La magia di Napoli
- 1995 – Storie vere
- 1996 – Meravigliosamente
- 1999 – Escursione nella canzone neoclassica napoletana
- 1999 – ...E fu subito Nardi
- 2001 – N'appuntamento
- 2002 – Napule... nunn'è maje fernuta
- 2004 – Mauro Nardi?
- 2005 – Classicheggiando Nardi vol. 1
- 2005 – Classicheggiando Nardi vol. 2
- 2005 – Classicheggiando Nardi vol. 3
- 2005 – 'Na fabbrica e buscie
- 2005 – Evergreen
- 2005 – Con tanto amore
- 2005 – 60X70
- 2006 – Mauro Nardi canta Mario Merola
- 2006 – 'Nu pentito 'nnammurato
- 2007 – Vivere & murì
- 2008 – Amò Amò
- 2010 – Oltre la vita
- 2013 – Cantammore
- 2015 – La mia balera
- 2017 – Amori
- 2018 - Canzoni classiche napoletane
- 2020 - N'ammore a cinque stelle

### Raccolte
- 1999 – Fotografie
- 2005 – Un'estate al mare
- 2005 – E arriva lui
- 2005 – Core core
- 2005 – Si tu
- 2005 – Innamorarsi
- 2005 – 'Quatt'anne